# Archytas nivalis
Archytas nivalis är en tvåvingeart som beskrevs av Charles Howard Curran 1928. Archytas nivalis ingår i släktet Archytas och familjen parasitflugor. Inga underarter finns listade i Catalogue of Life.